# Kaspar Roos
Kaspar Roos (* 30. April 1921 in Köln; † 25. August 1986) war ein deutscher Arzt und ärztlicher Standespolitiker.

## Leben und Wirken
Kaspar Roos studierte an den Universitäten Köln, Würzburg, Erlangen und Tübingen Medizin, wurde 1945 nach dem medizinischen Staatsexamen zum Dr. med. promoviert und ließ sich 1949 in seiner Heimatstadt Köln nieder.
Er gehörte zu den ersten Krankenhausärzten, die sich im Marburger Bund zusammenschlossen, und war Mitgründer des wiedererstanden Hartmannbundes sowie des „Verbands der niedergelassenen Nichtkassenärzte (NKV)“, Vorläufer des NAV-Virchow-Bundes.
Roos war von 1953 bis 1982 dessen Bundesvorsitzender.
Von 1957 bis 1961 war er Vizepräsident der Ärztekammer Nordrhein.

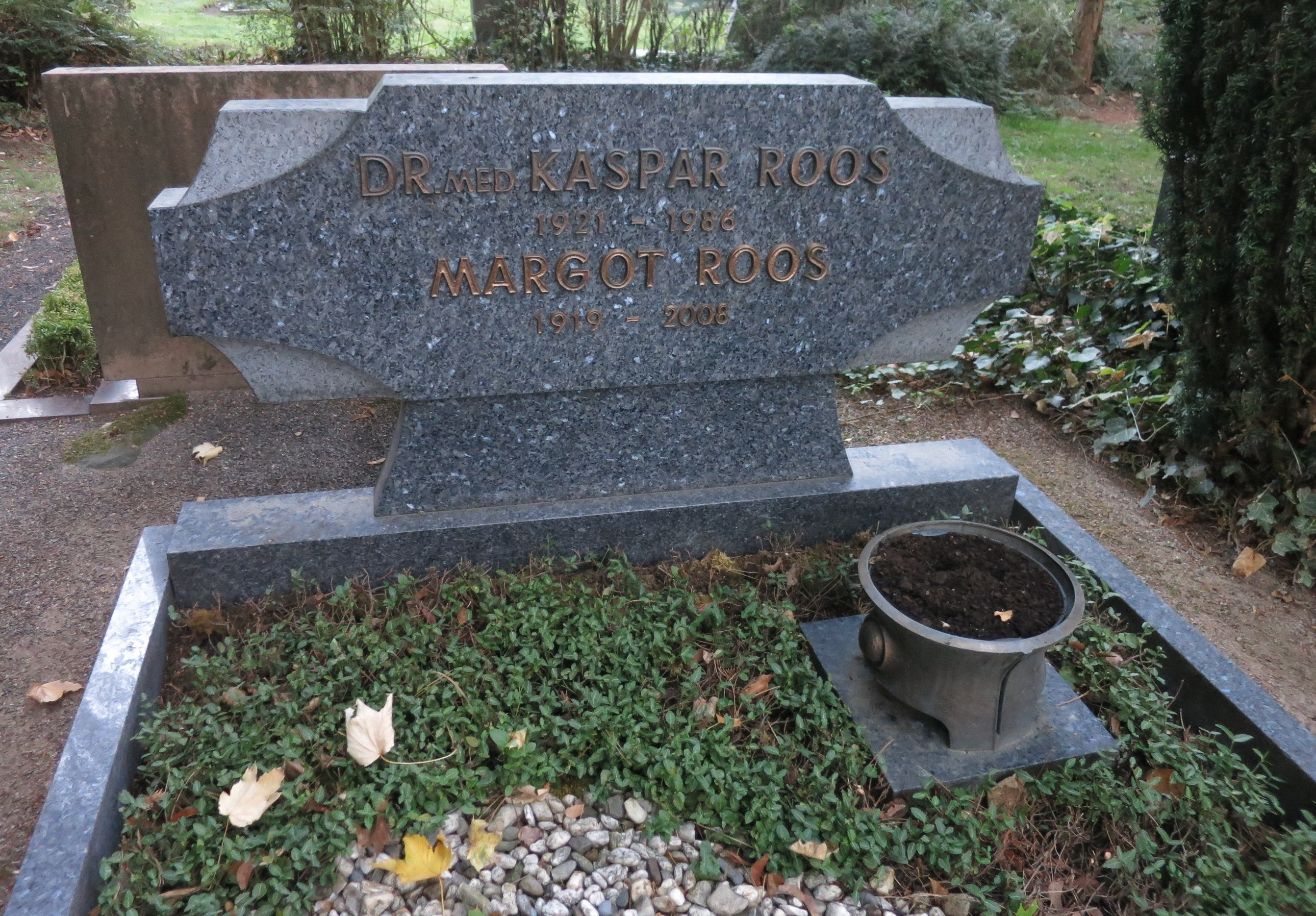
Grabstätte

Seit 1992 verleiht der NAV-Virchow-Bund jährlich die Kaspar-Roos-Medaille „an einen Arzt oder eine Ärztin, der oder die sich durch vorbildliche ärztliche Haltung oder durch erfolgreiche berufsständische Arbeit besondere Verdienste um das Ansehen der Ärzteschaft erworben hat.“
Roos starb 1986 im Alter von 65 Jahren und wurde auf dem Kölner Melaten-Friedhof (Flur 84) bestattet.

## Ehrungen
- 1971: Verdienstkreuz 1. Klasse der Bundesrepublik Deutschland
- 1980: Großes Verdienstkreuz der Bundesrepublik Deutschland
- 1982: Ehrenvorsitzender des NAV-Virchow-Bundes
- 1983: Johannes-Weyer-Medaille der Ärztekammer Nordrhein
- 1985: Paracelsus-Medaille der Deutschen Ärzteschaft